# Kristoffer Zøllner
Kristoffer Zøllner (født 8. april 1978) er en dansk journalist og forfatter. Fra 2009 til 2015 var han redaktør på Berlingskes fredagssektion AOK og søndagssektionen MS, inden han blev kultur- og livsstilsjournalist, klummeskribent og litteraturanmelder på samme avis. Fra 2015 til 2017 var han chefredaktør for magasinet Euroman.